# Instituto Superior de Engenharia do Porto
O Instituto Superior de Engenharia do Porto, ou ISEP, é uma instituição de ensino superior público localizada na cidade do Porto, Portugal e uma das mais antigas escolas de engenharia.
O ISEP está actualmente integrado no Instituto Politécnico do Porto (IPP) com bastante autonomia, e ministra cursos de licenciatura, pós-graduação e mestrado nos diferentes ramos de engenharia. Inicialmente localizado no centro do Porto, mudou-se para o pólo universitário perto do Hospital de São João, na década de 1960.
O lema do ISEP é Saber Fazer de forma a diferenciar-se do ensino teorizante tradicional, manter-se fiel à razão da sua criação em 1852 e devido à sua história ligada à florescente indústria portuense dos finais do século XIX e inícios do século XX. As cores do ISEP são Cinza e Tijolo. São estas cores que os estudantes mais velhos usam nas suas pastas e capas de estudante.
O jornal Expresso em 2004, e usando como fontes internacionais e nacionais, colocou o ISEP como uma das oito universidades portuguesas que os empresários mais procuram, e, em engenharia civil, colocou o curso do ISEP como um dos três mais procurados. Num concurso internacional apoiado pelo Banco Mundial, este departamento foi seleccionado em 2006 para apoiar, formar, estruturar e modernizar a construção civil em Cabo Verde. O Departamento de Engenharia Informática (DEI), desde 2002, é uma instituição acreditada para emitir a Carta Europeia em Condução Informática (ECDL). O DEI é também pioneiro em academias de certificação profissional na cidade do Porto: a Academia Microsoft e a Academia Cisco. A instituição tem também ganho relevo na investigação nos domínios da Inteligência Artificial, dos Sistemas Baseados em Conhecimento e dos Sistemas de Apoio à Decisão em Portugal.

## História
O ISEP tem como raiz a «Escola Industrial do Porto», criada no reinado de D. Pedro V pelo ministro Fontes Pereira de Melo a 30 de Dezembro de 1852. Fontes Pereira de Melo estava desagradado com o carácter teórico do ensino de então ministrado pela Academia Polytechnica (origem da actual Universidade do Porto) que segundo intelectuais [????] era incapaz de responder às novas necessidades.
A inauguração oficial da escola ocorreu a 27 de Março de 1854. Poucos dias volvidos, a 1 de Maio, teve início um curso livre experimental em salas da Associação Industrial Portuense, na Rua de S. Roque da Vitória. Os portuenses responderam a este desafio educativo, registando-se no primeiro ano lectivo de 1854-1855 a inscrição de 488 alunos. O ano seguinte decorreu já num «canto modesto do edifício da Academia Polytechnica», que entretanto fora submetido a obras de adaptação.
A Escola Industrial, Academia Polytechnica, o liceu nacional, a Academia Portuense de Belas Artes, o Colégio dos Órfãos e a Biblioteca do Porto passam a funcionar no Paço de Estudos do Porto. Hoje, é o antigo edifício da Faculdade de Ciências da Universidade do Porto. No início da sua criação, a escola recorria à Associação Industrial Portuense quando procurava  espaços e equipamentos para ministrar os seus cursos. A Escola Industrial do Porto diplomava Operários de fábricas, Oficiais, Mestres e Directores nas áreas de Mecânica e Química ao nível das soluções técnicas e conceitos de ensino prático e experimental praticado na Europa da época.
Em 1864, durante a expansão do ensino superior industrial em Portugal por João Chrysostomo de Abreu e Sousa, o actual ISEP passa a denominar-se «Instituto Industrial do Porto» (IIP), e principia a formação das elites industriais nortenhas. O ensino teórico era feito no instituto e o prático nas oficinas do Estado, em fábricas particulares ou em serviços públicos.
Durante a visita real de D. Luís I à cidade do Porto em 1881, o ministro do reino Thomaz Ribeiro propõe uma fusão entre as duas escolas de topo do ensino industrial da cidade: O Instituto Industrial do Porto e a Academia Polytéchnica. Ambas as escolas se fundiriam no novo "Instituto Polytéchnico". Esta ideia era pretendida pela Academia Polytéchnica, já que ambas as escolas tinham equipamentos conjuntos, partilhavam "lentes" (professores) e havia vantagens para ambas as escolas quer em equipamentos quer em financiamento. O projecto incluía alguns cursos inovadores como de Químicos Industriais e de Engenheiros de Máquinas. Este convite teve forte oposição por parte do Instituto Industrial, porque a fusão ia contra a natureza e motivo da sua criação, que era precisamente ser uma alternativa ao academismo demasiadamente teorizante e especulativo dessa academia.
O Ministro Emídio Júlio Navarro reforma o Instituto Industrial do Porto, pelo Decreto de 30 de Dezembro de 1886 que estabelece novos cursos nomeadamente o de Comércio. O ano lectivo de 1886-87 inaugura o Instituto Industrial e Comercial do Porto e é marcado pelo aumento considerável de cadeiras, destacando-se o a aparecimento da disciplina de Electrotecnia e a subsequente criação de um laboratório da cadeira na secção industrial da escola.
O Decreto de 3 de Novembro de 1905, assinado por João de Alarcão Velasques Sarmento Osório, instituiu o ensino superior de indústria ao qual se puderam inscrever todos os alunos que ingressaram na escola até ao ano lectivo de 1918-1919. O curso superior habilitava ao título de Engenheiro Industrial e era o corolário natural do percurso seguido pela escola desde os anos oitenta. O Instituto continuava, no entanto, a formar profissionais reconhecidos que concluíam os cursos médios de Máquinas, Artes decorativas, Electrotecnia, Construções civis e obras públicas, Minas, Telégrafos, Artes químicas e Comércio.
Com o fim da monarquia e a chegada da Primeira República e com os problemas da época, os objectivos do instituto e da indústria nacional ficam indefinidos, num país indeciso entre a indústria e a agricultura. Assim em meados do século XX passa a ministrar cursos de nível técnico médio de ensino industrial. Mas continua a ser uma instituição estruturante do ensino industrial, passando a formar agentes técnicos de engenharia para todas as suas áreas clássicas.
Durante o período do Estado Novo a secção industrial autonomiza-se definitivamente, recriando-se assim o Instituto Industrial do Porto cujas instalações se mantêm na Rua do Breiner até 1968. Os cursos do então ensino médio especial eram os de Construção civil e obras públicas, Minas, Máquinas, Electrotecnia, Química laboratorial e Quimicotecnia.
Uma certa indefinição nacional no ensino técnico médio/superior manteve-se até 1974, ano em que passa a ser um instituto autónomo do ensino superior universitário e adopta o nome de «Instituto Superior de Engenharia do Porto». Em 1989, integra-se num novo sistema que renascia, o sistema superior politécnico, no qual é hoje a maior escola. É também das maiores e melhores escolas de engenharia nacionais, tendo mais de 6600 alunos e 500 professores.

## Campus

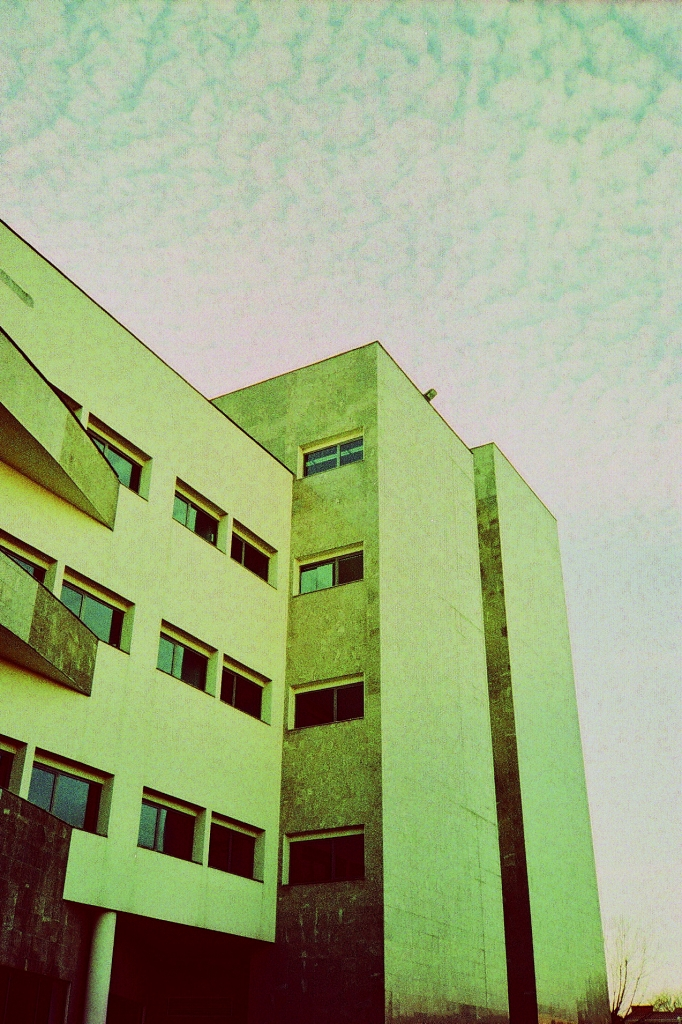
Instituto Superior de Engenharia do Porto.

O campus do ISEP situa-se no pólo universitário do Porto, junto ao Hospital de São João. Perto do ISEP localizam-se ainda: a Escola Superior de Educação, os Serviços Centrais do Instituto Politécnico do Porto, a Biblioteca Central do IPP e o Complexo Desportivo do Politécnico para além de outras escolas de ensino superior da Universidade Católica, da Universidade do Porto, da Universidade Portucalense e da Universidade Fernando Pessoa.
O campus tem mais de 50 000 metros quadrados, que compreende edifícios mais antigos e outros novos, encontrando-se outros dois edifícios ainda em projecto. Nos novos edifícios estão instalados alguns departamentos como no Edifício F do ISEP, a biblioteca e áreas sociais no Edifício E do ISEP. Os edifícios antigos foram já todos remodelados.
Organização do campus (alguns departamentos partilham edifícios, usando diferentes pisos):
- Edifício A - Auditório, Associação de Estudantes, Bar aeISEP, Antiga Biblioteca
- Edifício B - Departamento de Engenharia Informática
- Edifício C - Departamentos de Engenharia Civil e Engenharia Geotécnia e de Geoambiente
- Edifício D - Laboratório de Mecânica de Solos e Ensaios de Materiais
- Edifício E - Órgãos de gestão, Serviços Administrativos, Biblioteca, Museu
- Edifício F - Departamento de Engenharia Mecânica e Departamento de Engenharia Electrotécnica
- Edifício G - Departamento de Engenharia Química, Snack Bar
- Edifício H - Cantina, Departamento de Física e Departamento de Matemática
- Edifício I - Departamento de Engenharia Electrotécnica e GECAD
- Edifício J - Departamento de Engenharia Civil e Departamento de Engenharia Electrotécnica
- Edifício L - Laboratório de Tecnologia Química Lídia Vasconcelos
- Edifício M - CIETI - LABORIS, NEPA e NBIN
- Edifício N - CISTER / IPP-HURRAY - HEADS-ON LAB
- Edifício O - Engenho & Obra
- Edifício P - Laboratório de Sistemas Autónomos

## Organização
A estrutura orgânica do ISEP é dividida em Unidades de Ensino (os oito departamentos), a Unidades de Investigação e Desenvolvimento, as Unidades de Extensão (prestação de serviços) e a Unidade Administrativa.

### Departamentos
As unidades de Ensino organizam-se em departamentos e secções e são responsáveis pelo ensino e formação nos diferentes domínios da engenharia e concedem os graus de licenciado e mestre.
Os departamentos têm órgãos de gestão que integram a Assembleia do Departamento, o Conselho de Departamento e a Comissão Directiva.
O ISEP está dividido em nove departamentos:
- DEC: Departamento de Engenharia Civil
- DEE: Departamento de Engenharia Electrotécnica
- DEG: Departamento de Engenharia Geotécnica
- DEQ: Departamento de Engenharia Química
- DEM: Departamento de Engenharia Mecânica
- DEI: Departamento de Engenharia Informática
- DFI: Departamento de Física
- DMA: Departamento de Matemática
- DOG: Departamento de Organização e Gestão

### Laboratórios e centros de investigação
A Unidade de Investigação e Desenvolvimento do ISEP é constituída por vários laboratórios, centros de investigação e programas em várias campos da engenharia.
Centros e grupos de investigação:
- LABCARGA: Laboratório de Cartografia e Geologia Aplicada
- CISTER/IPP-HURRAY: Centro de Investigação em Sistemas Confiáveis e de Tempo-Real [2]
- CIDEM: Centro de Investigação e Desenvolvimento em Engenharia Mecânica
- GECAD: Grupo de Investigação em Engenharia do Conhecimento e Apoio à Decisão [3]
- GRAQ: Grupo de Reacção e Análises Químicas
- LEMA: Laboratório de Engenharia Matemática
- LSA: Laboratório de Sistemas Autónomos
- CIETI: Centro de Inovação em Engenharia e Tecnologia Industrial [4]
- TRELAB: Tratamento de Resíduos Laboratoriais
- GILT: Games, Interaction and Learning Technologies

### Unidades de Extensão
As unidades de Extensão englobam actividades de prestação de serviços às empresas, sendo também sede de actividades de formação para a indústria e serviços.
Serviços de engenharia:
- CEA:  Centro de Estudos de Águas
- Laboratório de Geotécnia e Materiais de Construção

## Estudos
Os estudos no ISEP dividem-se em oito áreas da engenharia, tendo cada uma várias especializações nos últimos anos do mestrado (o 2º ciclo) que são escolhidos pelos alunos no final do 1º ciclo. Os cursos são organizados em dois ciclos, de acordo com a organização do ensino superior português resultante da adequação ao processo de Bolonha e no final de cada ciclo, o instituto concede um grau académico: uma licenciatura para os primeiros três anos e um mestrado nos últimos dois.
Seis dos onze cursos de mestrado têm o selo de qualidade EUR-ACE através da Ordem dos Engenheiros: Engenharia Informática, Engenharia Química, Engenharia Geotécnica e Geoambiente, Engenharia Electrotécnica - Sistemas de Energia, Engenharia Electrotécnica e de Computadores e Engenharia Mecânica. Sete das doze licenciaturas têm também o selo de qualidade EUR-ACE.
O Mestrado em Engenharia Informática está acreditado pela ABET, sendo o único Mestrado em Portugal com essa acreditação.
A ênfase do instituto centra-se na excelência técnica e partilha de informação fornecida pelos professores. As unidades curriculares têm por norma a duração de um semestre, existindo num ano dois semestres, logo duas épocas normais de exames (Janeiro e Junho), duas de recurso (Fevereiro e Julho) e a especial (Setembro).
No entanto, a escola tenta balancear o peso dos exames concentrando-se na avaliação contínua em várias unidades curriculares, que varia de peso, normalmente entre os 20 e os 50%; e fundamenta-se, por norma, em trabalhos práticos nas unidades curriculares de especialização técnica ou de mini-testes nas cadeiras de bases de engenharia como matemáticas e físicas. Outra parte fundamental dos estudos no ISEP é o peso maior da parte técnica do que a parte prática numa relação comum de 4/2 (para cada quatro horas práticas existem duas horas teóricas). As horas teóricas servem de exposição e de apresentação à parte prática  A primeira parte do curso (a licenciatura ou 1º ciclo) é fundamentalmente prático e prepara o engenheiro para a vida activa. A segunda parte do curso (o mestrado ou 2º ciclo) tem uma parte mais teórica de forma a alargar os horizontes de um engenheiro já ingressado na vida profissional.
A partir do ano lectivo de 2005/2006, os alunos podem ainda escolher dois modos de aulas: ter todas as unidades curriculares do semestre e pagar a propina integral ou ter metade das unidades curriculares  e pagar a propina mínima. A nota mínima de ingresso no ISEP é de 10 valores, porém, a nota mínima é sempre mais alta na maioria dos cursos. No entanto, alunos com preparação técnica no ramo que vai ingressar têm preferência em relação a alunos com a mesma nota. Alunos das ilhas portuguesas no Atlântico e das antigas colónias africanas entram através de regimes especiais, com condições especiais, à margem do contigente geral.
Cursos de 1º Ciclo (licenciaturas):
- Engenharia Civil
- Engenharia Electrotécnica e de Computadores
- Engenharia Electrotécnica – Sistemas Eléctricos de Energia
- Engenharia Geotécnica e Geoambiente
- Engenharia Informática
- Engenharia de Gestão Industrial
- Engenharia Mecânica
- Engenharia Mecânica Automóvel
- Engenharia Química
- Engenharia de Sistemas
- Biorrecursos
- Engenharia Biomédica

Cursos de 2º Ciclo (Mestrados):
- Engenharia Biomédica
- Biorrecursos
- Energias Sustentáveis
- Engenharia Electrotécnica e de Computadores (especialização em Automação e Sistemas; Sistemas Autónomos; Sistemas de Planeamento Industrial; e Telecomunicações)
- Engenharia Electrotécnica – Sistemas Eléctricos de Energia
- Engenharia Geotécnica e Geoambiente
- Engenharia Informática (especialização em Arquitectura, Sistemas e Redes; Sistemas Gráficos e Multimédia e Tecnologias do Conhecimento e Decisão)
- Engenharia Química (especialização em Optimização Energética na Indústria Química e Tecnologias de Protecção Ambiental)
- Engenharia Mecânica (especialização em Construções Mecânicas, Energia, Gestão Industrial e Materiais e Tecnologias de Fabrico)
- Engenharia de Gestão Industrial
- Engenharia Civil (especialização em Construções, Estruturas, Gestão da Construção e Infraestruturas)

## Processo de Bolonha
Todos os cursos do ISEP estão enquadrados no Processo de Bolonha.

## Vida no ISEP
Os gatos pretos são a mascote do ISEP por significar a independência, juventude e a raça dos isepões, além de outros atributos; a cor preta simboliza a cor académica.   Os estudantes poderão usufruir de todas as atividades e espaços de convívio organizados pela Associação de Estudantes do ISEP – a aeISEP, fundada em Abril de 1979.
A associação organiza e apoia as tunas do ISEP, para além de oferecer vários serviços dentro do campus, como o Bar aeISEP, a Papelaria aeISEP, a rádio ISEP, salas de estudo, centro de cópias, rede wireless, serviços e apoio informáticos, salas de estudo e biblioteca de sebentas, apoio ao estudante em saídas profissionais e jurídicas..
As residências são geridas pelo IPP, e três delas encontram-se na baixa do Porto: Residência da Ribeira, Residência Coelho Neto e a Residência do Ribom. Próxima do Campus do ISEP encontra-se a Residência Almeida Valente.
Dentro do campus, o estudante pode também assistir a concertos de tunas ou música clássica, além de exposições de arte. O ISEP possui três tunas: «Tuna Académica do ISEP», «Tuna Feminina do ISEP», «Invictus Trovadorum» (grupo de serenatas) e um grupo de fados: o «Grupo de Fados do ISEP». O Grupo de Fados do ISEP, juntamente com a aeISEP organiza o evento «Grande Noite do Fado Académico».
A aeISEP organiza ainda, juntamente com a Tuna Académica, o FITISEP, «Festival Internacional de Tunas do Instituto Superior de Engenharia do Porto», e o Fe'TuFeISEP «Festival de Tunas Femininas do Instituto Superior de Engenharia do Porto» com a Tuna Feminina.
Os estudantes do ISEP também participam em eventos com interesse em investigação, de destacar o «Robocup», um torneio de robôs que jogam futebol. E, por opção podem ter desenvolver projectos na área da Engenharia e entrar em contacto com o mercado empresarial, na Junior Empresa do ISEP (ISEP Junior), além de poder fazer parte de vários grupos de investigação dentro do ISEP.
A biblioteca nova do ISEP é um dos locais preferenciais para estudar; o estudante tem acesso a diversos manuscritos guardados ao longo da história do instituto e úteis para o seu empreendimento. Vários manuscritos são antigos e alguns deles datam do século XVIII. A biblioteca está articulada com outras bibliotecas do politécnico, para tal existe a Biblioteca Central do IPP num edifício próprio a nascente do ISEP. A Biblioteca central gere documentação científica, técnica e pedagógica, com forte vocação para a Mediateca.
As actividades desportivas facultativas como rugby ou voleibol têm lugar no complexo desportivo do IPP, a nascente do Campus do ISEP. A aeISEP também promove eventos desportivos como o «O Fim-de-semana Radical do ISEP» e o «Torneio 24 horas de FUTSAL do ISEP», além de outros eventos e festas de interesse lúdico ou de formação como Lan parties. A aeISEP está federada com as outras associações académicas do Porto na Federação Académica do Porto (a FAP, que organiza a Queima das Fitas do Porto, a maior festa académica portuguesa e uma das maiores do mundo).